# Talavera la Real
Talavera la Real je španělská obec situovaná v provincii Badajoz (autonomní společenství Extremadura).

## Poloha
Obec je vzdálena 20 km od města Badajoz, 50 km od Méridy a 390 km od Madridu. Patří do okresu Tierra de Badajoz a soudního okresu Badajoz. Obcí prochází dálnice A-6.

## Historie
V roce 1834 se obec stává součástí soudního okresu Badajoz. V roce 1842 čítala obec 616 usedlostí a 2 239 obyvatel.

## Odkazy

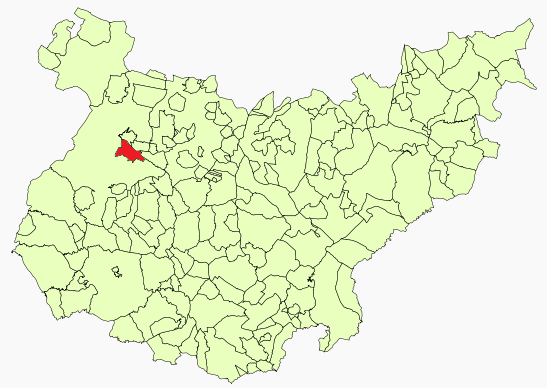
Poloha obce v provincii Badajoz

## Demografie
| Populace obce Talavera la Real z let (1842–2010) | Populace obce Talavera la Real z let (1842–2010) | Populace obce Talavera la Real z let (1842–2010) | Populace obce Talavera la Real z let (1842–2010) | Populace obce Talavera la Real z let (1842–2010) | Populace obce Talavera la Real z let (1842–2010) | Populace obce Talavera la Real z let (1842–2010) | Populace obce Talavera la Real z let (1842–2010) | Populace obce Talavera la Real z let (1842–2010) | Populace obce Talavera la Real z let (1842–2010) | Populace obce Talavera la Real z let (1842–2010) | Populace obce Talavera la Real z let (1842–2010) | Populace obce Talavera la Real z let (1842–2010) | Populace obce Talavera la Real z let (1842–2010) | Populace obce Talavera la Real z let (1842–2010) | Populace obce Talavera la Real z let (1842–2010) | Populace obce Talavera la Real z let (1842–2010) | Populace obce Talavera la Real z let (1842–2010) |
| ------------------------------------------------ | ------------------------------------------------ | ------------------------------------------------ | ------------------------------------------------ | ------------------------------------------------ | ------------------------------------------------ | ------------------------------------------------ | ------------------------------------------------ | ------------------------------------------------ | ------------------------------------------------ | ------------------------------------------------ | ------------------------------------------------ | ------------------------------------------------ | ------------------------------------------------ | ------------------------------------------------ | ------------------------------------------------ | ------------------------------------------------ | ------------------------------------------------ |
| 1842                                             | 1857                                             | 1860                                             | 1877                                             | 1887                                             | 1897                                             | 1900                                             | 1910                                             | 1920                                             | 1930                                             | 1940                                             | 1950                                             | 1960                                             | 1970                                             | 1981                                             | 1991                                             | 2001                                             | 2010                                             |
| 2 239                                            | 2 720                                            | 2 489                                            | 2 366                                            | 2 764                                            | 2 604                                            | 2 567                                            | 2 811                                            | 3 588                                            | 4 192                                            | 3 807                                            | 4 483                                            | 5 663                                            | 5 520                                            | 5 012                                            | 5 166                                            | 5 284                                            | 5 509                                            |